# 船橋市の町名

船橋市の位置図

船橋市の町名（ふなばししのちょうめい）では、市制町村制施行以後の千葉県船橋市の町名の変遷について記述するとともに現行行政地名を一覧化する。

## 市制施行時の地名
船橋市域は、1889年（明治22年）の市制町村制施行時には船橋町、葛飾村、八栄村（やさかえむら）、法典村、塚田村（以上、東葛飾郡）、二宮村、豊富村（以上、千葉郡）に属していた。このうち、葛飾村は1931年、二宮村は1928年にそれぞれ町制を施行している。1937年（昭和12年）、船橋町、葛飾町、八栄村、法典村、塚田村の2町3村が合併して船橋市が成立した。旧町村には下記のとおり計28の大字（おおあざ）があったが、これらは船橋市の大字として引き継がれた。これらの大字は、1889年の市制町村制施行以前の旧村に相当する。
- 旧船橋町 九日市、五日市、海神
- 旧葛飾町 西海神、山野、印内、古作、寺内、本郷、二子、小栗原（おぐりはら）、原木飛地、二俣飛地、小栗原飛地
- 旧八栄村 東夏見、西夏見、七熊、米ケ崎（こめがさき）、高根、南金杉、二和、三咲
- 旧法典村 藤原、上山（かみやま）、丸山
- 旧塚田村 前貝塚、後貝塚、行田新田

このうち、九日市、五日市は、現船橋市街地の旧称だが、現行行政地名としては残っていない。原木飛地、二俣飛地、小栗原飛地は近隣の町域に編入。小栗原は本中山等に変更。七熊は東町、後貝塚は旭町に改称された。他の地名はおおむね継承されている。

## 1940年成立の町名
上記の28大字は1940年（昭和15年）に全廃されて、55の「町」に再編された。さらに、1965年（昭和40年）以降、「住居表示に関する法律」に基づく住居表示の実施により、一部の町域は再々編された。2010年現在、船橋市内には、1965年以降の住居表示実施により成立した町と、1940年成立の町とが併存している。
1940年に成立した55町（各「丁目」を1町と数える）は以下のとおりである。なお、丁目番号は漢数字で表記するのが正式である。
- 宮本町1 - 6丁目
- 本町1 - 5丁目
- 湊町1 - 4丁目
- *海神町東1丁目・*西1丁目・*南1丁目・北1丁目、*海神町2 - 5丁目
- *山野町
- *印内町
- *古作町
- *葛飾町1 - 2丁目（旧寺内）
- *本郷町
- *二子町
- 小栗原町1 - 6丁目
- *夏見町1 - 2丁目
- *東町（あずまちょう、旧七熊）

- *米ケ崎町
- *高根町
- *金杉町
- 二和町
- *三咲町
- 藤原町1 - 3丁目
- *上山町1 - 3丁目
- *馬込町（旧上山の一部）
- 丸山町
- *前貝塚町
- *旭町（旧後貝塚）
- *行田町

以上の町のうち「*」印を付したものは、2010年現在も全部または一部が存続している。その他の町は1965年以降、「住居表示に関する法律」に基づく住居表示の実施により廃止されている。小栗原町のように、新住居表示実施に伴い消滅した町名もあるが、大部分の地域においては、（旧）藤原町1 - 3丁目→（現）藤原1 - 8丁目のように、旧町名を引き継ぐ形で住居表示が実施されている。

## 市域の拡大
船橋市は1953年に二宮町、1954年に豊富村を編入し、現在の市域となった。上記1町1村の計19の大字（下記）は船橋市の大字となった。
- 旧二宮町 滝台、薬園台、三山、田喜野井、前原（まいはら）、上飯山満（かみはさま）、下飯山満
- 旧豊富村 楠ケ山、大穴、坪井、古和釜（こわがま）、金堀（かねほり）、神保、大神保（おおじんぼう）、小室、八木ケ谷、小野田（このだ）、車方、行々林（おどろばやし）

上記19大字は、1955年、下記の町に再編された。また、二宮町に属していた旧習志野演習地の区域は、同じ1955年、習志野町1 - 5丁目となった。
- *滝台町
- *七林町（旧滝台・三咲の一部）
- *薬園台町1 - 2
- 三山町
- 田喜野井町
- 前原町1 - 3
- *飯山満町1 - 3
- 中野木町（旧上飯山満・下飯山満の一部）
- *楠が山町
- *大穴町
- *坪井町

- *古和釜町
- *金堀町
- *神保町
- *豊富町（旧神保の一部）
- *大神保町
- *小室町
- *八木が谷町
- *小野田町
- *車方町
- *鈴身町（旧行々林）
- 習志野町1 - 5（旧習志野演習地）

以上の町のうち「*」印を付したものは、2010年現在も全部または一部が存続している。その他の町は1965年以降、「住居表示に関する法律」に基づく住居表示の実施により廃止されているが、「三山」「田喜野井」等の地名は、住居表示実施後の新町名にも引き継がれている。

## 住居表示実施後の町名
以下に船橋市の現行行政地名（2023年5月現在）を列挙する。
| 町名         | 町名の読み   | 町区域新設年月日 | 住居表示実施年月日 | 住居表示実施前の町名等                    | 備考 |
| ------------ | ------------ | ---------------- | ------------------ | ----------------------------------------- | ---- |
| 湊町一丁目   | みなとちょう | 1965年9月1日     | 1965年9月1日       | 湊町1、湊町2、湊町3、湊町4、本町1の各一部 |      |
| 湊町二丁目   | みなとちょう | 1965年9月1日     | 1965年9月1日       | 湊町3、湊町4、本町1の各一部               |      |
| 湊町三丁目   | みなとちょう | 1965年9月1日     | 1965年9月1日       | 湊町4、本町1の各一部                      | ※7   |
| 浜町一丁目   | はまちょう   | 1968年3月1日     | 1968年3月1日       | 浜町、宮本町2の各一部                     |      |
| 浜町二丁目   | はまちょう   | 1968年3月1日     | 1968年3月1日       | 浜町、若松町の各一部                      |      |
| 浜町三丁目   | はまちょう   | 年月日           | 未実施             |                                           |      |
| 若松一丁目   | わかまつ     | 1968年3月1日     | 1968年3月1日       | 宮本町2の一部                             |      |
| 若松二丁目   | わかまつ     | 1968年3月1日     | 1968年3月1日       | 若松町の一部                              |      |
| 若松三丁目   | わかまつ     | 年月日           | 未実施             |                                           |      |
| 日の出一丁目 | ひので       | 1974年12月1日    | 1974年12月1日      | 日の出町の一部(北部)                      |      |
| 日の出二丁目 | ひので       | 1974年12月1日    | 1974年12月1日      | 日の出町の一部(南部)                      |      |
| 西浦一丁目   | にしうら     | 1974年12月1日    | 1974年12月1日      | 西浦町の一部(北部)                        |      |
| 西浦二丁目   | にしうら     | 1974年12月1日    | 1974年12月1日      | 西浦町の一部(南東部)                      |      |
| 西浦三丁目   | にしうら     | 1974年12月1日    | 1974年12月1日      | 西浦町の一部(南西部)                      |      |
| 栄町一丁目   | さかえちょう | 1974年12月1日    | 1974年12月1日      | 本町1、海神町2、海神町3、栄町の各一部     |      |
| 栄町二丁目   | さかえちょう | 1974年12月1日    | 1974年12月1日      | 栄町の大部分(2番地以外)                   |      |
| 潮見町       | しおみちょう | 年月日           | 未実施             |                                           |      |
| 高瀬町       | たかせちょう | 年月日           | 未実施             |                                           |      |

| 町名           | 町名の読み           | 町区域新設年月日 | 住居表示実施年月日 | 住居表示実施前の町名等                                  | 備考 |  |
| -------------- | -------------------- | ---------------- | ------------------ | ------------------------------------------------------- | ---- |  |
| 宮本一丁目     | みやもと             | 1968年3月1日     | 1968年3月1日       | 宮本町1の一部                                           |      |  |
| 宮本二丁目     | みやもと             | 1968年3月1日     | 1968年3月1日       | 宮本町1、宮本町2の各一部                                |      |  |
| 宮本三丁目     | みやもと             | 1968年3月1日     | 1968年3月1日       | 宮本町2の一部                                           |      |  |
| 宮本四丁目     | みやもと             | 1968年3月1日     | 1968年3月1日       | 宮本町2の一部                                           |      |  |
| 宮本五丁目     | みやもと             | 1968年3月1日     | 1968年3月1日       | 宮本町2、宮本町3、宮本町4の各一部                       |      |  |
| 宮本六丁目     | みやもと             | 1968年3月1日     | 1968年3月1日       | 宮本町2、宮本町4、宮本町5の各一部                       |      |  |
| 宮本七丁目     | みやもと             | 1968年3月1日     | 1968年3月1日       | 宮本町2、宮本町3、宮本町5の各一部                       |      |  |
| 宮本八丁目     | みやもと             | 1968年3月1日     | 1968年3月1日       | 宮本町2、宮本町3の各一部                                |      |  |
| 宮本九丁目     | みやもと             | 1968年3月1日     | 1968年3月1日       | 宮本町2の一部                                           |      |  |
| 市場一丁目     | いちば               | 1968年3月1日     | 1968年3月1日       | 宮本町1、夏見町1の各一部                                |      |  |
| 市場二丁目     | いちば               | 1968年3月1日     | 1968年3月1日       | 宮本町1、宮本町4の各一部                                |      |  |
| 市場三丁目     | いちば               | 1968年3月1日     | 1968年3月1日       | 宮本町4、宮本町5の各一部                                |      |  |
| 市場四丁目     | いちば               | 1968年3月1日     | 1968年3月1日       | 宮本町5の一部                                           |      |  |
| 市場五丁目     | いちば               | 1968年3月1日     | 1968年3月1日       | 宮本町5の一部                                           |      |  |
| 東船橋一丁目   | ひがしふなばし       | 1968年3月1日     | 1976年12月1日      | 宮本町5、宮本町6の各一部                                |      |  |
| 東船橋二丁目   | ひがしふなばし       | 1968年3月1日     | 1976年12月1日      | 宮本町5、宮本町6の各一部                                |      |  |
| 東船橋三丁目   | ひがしふなばし       | 1968年3月1日     | 1976年12月1日      | 宮本町5、宮本町6の各一部                                |      |  |
| 東船橋四丁目   | ひがしふなばし       | 1968年3月1日     | 1976年12月1日      | 宮本町6の一部                                           |      |  |
| 東船橋五丁目   | ひがしふなばし       | 1968年3月1日     | 1968年3月1日       | 宮本町3、宮本町6の各一部                                |      |  |
| 東船橋六丁目   | ひがしふなばし       | 1968年3月1日     | 1968年3月1日       | 宮本町3、宮本町6の各一部                                |      |  |
| 東船橋七丁目   | ひがしふなばし       | 1968年3月1日     | 1968年3月1日       | 宮本町5、宮本町6の各一部                                |      |  |
| 東町           | あづまちょう         | 1940年1月1日     | 未実施             |                                                         |      |  |
| 駿河台一丁目   | するがだい           | 1987年2月1日     | 1987年2月1日       | 宮本町5、宮本町6の各一部                                |      |  |
| 駿河台二丁目   | するがだい           | 1987年2月1日     | 1987年2月1日       | 宮本町6、飯山満町1、飯山満町2の各一部                   |      |  |
| 本町一丁目     | ほんちょう           | 1970年3月1日     | 1970年3月1日       | 海神町5、本町1、本町2の各一部                           |      |  |
| 本町二丁目     | ほんちょう           | 1970年3月1日     | 1970年3月1日       | 海神町5、本町1、湊町3の各一部                           |      |  |
| 本町三丁目     | ほんちょう           | 1970年3月1日     | 1970年3月1日       | 湊町1、湊町2、湊町3、本町2、本町3、本町4、本町5の各一部 |      |  |
| 本町四丁目     | ほんちょう           | 1970年3月1日     | 1970年3月1日       | 本町2、本町3、本町4、本町5の各一部                      |      |  |
| 本町五丁目     | ほんちょう           | 1970年3月1日     | 1970年3月1日       | 宮本町1、本町3、本町4、本町5の各一部                    |      |  |
| 本町六丁目     | ほんちょう           | 1970年3月1日     | 1970年3月1日       | 夏見町1、本町2、本町3、本町4の各一部                    |      |  |
| 本町七丁目     | ほんちょう           | 1970年3月1日     | 1970年3月1日       | 本町1、本町2、本町3の各一部                             |      |  |
| 南本町         | みなみほんちょう     | 1965年9月1日     | 1965年9月1日       | 本町1、海神町3の各一部                                  |      |  |
| 海神一丁目     | かいじん             | 1967年6月1日     | 1967年6月1日       | 海神町2、海神町3、海神町4、海神町5の各一部              |      |  |
| 海神二丁目     | かいじん             | 1966年6月1日     | 1966年6月1日       | 海神町2、海神町3、海神町4、海神町5、本町2の各一部       |      |  |
| 海神三丁目     | かいじん             | 1966年6月1日     | 1966年6月1日       | 海神町2、海神町3、海神町東1、本町2の各一部              |      |  |
| 海神四丁目     | かいじん             | 1966年6月1日     | 1966年6月1日       | 海神町2、海神町北1、海神町東1の各一部                   |      |  |
| 海神五丁目     | かいじん             | 1966年6月1日     | 1966年6月1日       | 海神町北1、山野町、行田町の各一部                       |      |  |
| 海神六丁目     | かいじん             | 1966年6月1日     | 1966年6月1日       | 海神町2、海神町東1、海神町西1の各一部                   |      |  |
| 海神町二丁目   | かいじんちょう       | 1940年1月1日     | 未実施             |                                                         |      |  |
| 海神町三丁目   | かいじんちょう       | 1940年1月1日     | 未実施             |                                                         |      |  |
| 海神町東一丁目 | かいじんちょうひがし | 1940年1月1日     | 未実施             |                                                         |      |  |
| 海神町西一丁目 | かいじんちょうにし   | 1940年1月1日     | 未実施             |                                                         |      |  |
| 海神町南一丁目 | かいじんちょうみなみ | 1940年1月1日     | 未実施             |                                                         |      |  |
| 南海神一丁目   | みなみかいじん       | 1974年12月1日    | 1974年12月1日      | 海神町南1の一部                                         |      |  |
| 南海神二丁目   | みなみかいじん       | 1974年12月1日    | 1974年12月1日      | 海神町南1の一部                                         |      |  |

| 町名         | 町名の読み     | 町区域新設年月日 | 住居表示実施年月日 | 住居表示実施前の町名等                    | 備考 |
| ------------ | -------------- | ---------------- | ------------------ | ----------------------------------------- | ---- |
| 山野町       | やまのちょう   | 1940年1月1日     | 未実施             |                                           |      |
| 印内町       | いんないちょう | 1940年1月1日     | 未実施             |                                           |      |
| 葛飾町二丁目 | かつしかちょう | 1940年1月1日     | 未実施             |                                           |      |
| 本郷町       | ほんごうちょう | 1940年1月1日     | 未実施             |                                           |      |
| 古作町       | こさくちょう   | 1940年1月1日     | 未実施             |                                           |      |
| 古作一丁目   | こさく         | 1989年2月1日     | 1989年2月1日       | 古作町、上山町1の各一部                   |      |
| 古作二丁目   | こさく         | 1989年2月1日     | 1989年2月1日       | 古作町の一部                              |      |
| 古作三丁目   | こさく         | 1989年2月1日     | 1989年2月1日       | 古作町の一部                              |      |
| 古作四丁目   | こさく         | 1989年4月1日     | 1989年4月1日       | 古作町の一部                              |      |
| 西船一丁目   | にしふな       | 1966年6月1日     | 1966年6月1日       | 山野町、海神町西1の一部                   |      |
| 西船二丁目   | にしふな       | 1966年6月1日     | 1966年6月1日       | 山野町、印内町、海神町北1、行田町の各一部 | ※8   |
| 西船三丁目   | にしふな       | 1966年6月1日     | 1966年6月1日       | 山野町の一部                              |      |
| 西船四丁目   | にしふな       | 1967年6月1日     | 1967年6月1日       | 印内町、葛飾町2、山野町の各一部           |      |
| 西船五丁目   | にしふな       | 1967年6月1日     | 1967年6月1日       | 本郷町、葛飾町2の各一部                   |      |
| 西船六丁目   | にしふな       | 1967年6月1日     | 1967年6月1日       | 本郷町、印内町、葛飾町1、葛飾町2の各一部  |      |
| 西船七丁目   | にしふな       | 1967年6月1日     | 1967年6月1日       | 葛飾町1、古作町の各一部                   |      |
| 印内一丁目   | いんない       | 1967年6月1日     | 1967年6月1日       | 印内町、葛飾町1、葛飾町2の各一部          |      |
| 印内二丁目   | いんない       | 1967年6月1日     | 1967年6月1日       | 印内町、古作町の各一部                    | ※10  |
| 印内三丁目   | いんない       | 1984年2月1日     | 1984年2月1日       | 印内町、行田町、古作町の各一部            |      |
| 東中山一丁目 | ひがしなかやま | 1967年6月1日     | 1967年6月1日       | 二子町、小粟原町3の各一部                 |      |
| 東中山二丁目 | ひがしなかやま | 1967年6月1日     | 1967年6月1日       | 二子町、本郷町、葛飾町1の各一部           |      |
| 二子町       | ふたごちょう   | 1940年1月1日     | 未実施             |                                           |      |
| 本中山一丁目 | もとなかやま   | 1967年6月1日     | 1967年6月1日       | 小栗原町1、小栗原町2、小栗原町3の各一部   |      |
| 本中山二丁目 | もとなかやま   | 1967年6月1日     | 1967年6月1日       | 小栗原町1、小栗原町2、小栗原町3の各一部   |      |
| 本中山三丁目 | もとなかやま   | 1967年6月1日     | 1967年6月1日       | 小栗原町4、小栗原町5の各一部              |      |
| 本中山四丁目 | もとなかやま   | 1974年2月1日     | 1974年2月1日       | 小栗原町4、小栗原町5の各一部              |      |
| 本中山五丁目 | もとなかやま   | 1974年2月1日     | 1974年2月1日       | 小栗原町6の一部                           |      |
| 本中山六丁目 | もとなかやま   | 1974年2月1日     | 1974年2月1日       | 小栗原町6の一部                           |      |
| 本中山七丁目 | もとなかやま   | 1974年2月1日     | 1974年2月1日       | 小栗原町6の一部                           |      |

| 町名         | 町名の読み         | 町区域新設年月日 | 住居表示実施年月日 | 住居表示実施前の町名等                    | 備考 |  |
| ------------ | ------------------ | ---------------- | ------------------ | ----------------------------------------- | ---- |  |
| 旭町         | あさひちょう       | 1940年1月1日     | 未実施             |                                           |      |  |
| 旭町一丁目   | あさひちょう       | 1991年2月1日     | 1991年2月1日       | 旭町の一部                                |      |  |
| 旭町二丁目   | あさひちょう       | 1991年2月1日     | 1991年2月1日       | 旭町の一部                                |      |  |
| 旭町三丁目   | あさひちょう       | 1991年2月1日     | 1991年2月1日       | 旭町、上山町3の各一部                     |      |  |
| 旭町四丁目   | あさひちょう       | 1991年2月1日     | 1991年2月1日       | 旭町、馬込町、上山町3の各一部             |      |  |
| 旭町五丁目   | あさひちょう       | 1991年2月1日     | 1991年2月1日       | 旭町の一部                                |      |  |
| 旭町六丁目   | あさひちょう       | 1991年2月1日     | 1991年2月1日       | 旭町、前貝塚町の各一部                    |      |  |
| 前貝塚町     | まえかいづかちょう | 1940年1月1日     | 未実施             |                                           |      |  |
| 行田町       | ぎょうだちょう     | 1940年1月1日     | 未実施             |                                           |      |  |
| 行田一丁目   | ぎょうだ           | 1984年2月1日     | 1984年2月1日       | 行田町、本町2、海神町2の各一部            |      |  |
| 行田二丁目   | ぎょうだ           | 1984年2月1日     | 1984年2月1日       | 行田町の一部                              |      |  |
| 行田三丁目   | ぎょうだ           | 1984年2月1日     | 1984年2月1日       | 行田町の一部                              |      |  |
| 山手一丁目   | やまて             | 1966年6月1日     | 1966年6月1日       | 海神町北1、海神町2、本町2、行田町の各一部 |      |  |
| 山手二丁目   | やまて             | 1966年6月1日     | 1966年6月1日       | 海神町北1、海神町2、行田町の各一部        |      |  |
| 山手三丁目   | やまて             | 1966年6月1日     | 1966年6月1日       | 行田町、本町2、海神町2の各一部            |      |  |
| 北本町一丁目 | きたほんちょう     | 1971年2月1日     | 1971年2月1日       | 本町2の一部                               |      |  |
| 北本町二丁目 | きたほんちょう     | 1971年2月1日     | 1971年2月1日       | 本町2の一部                               |      |  |
| 丸山一丁目   | まるやま           | 1976年12月1日    | 1976年12月1日      | 丸山町の一部                              |      |  |
| 丸山二丁目   | まるやま           | 1976年12月1日    | 1976年12月1日      | 丸山町の一部                              |      |  |
| 丸山三丁目   | まるやま           | 1976年12月1日    | 1976年12月1日      | 丸山町の一部                              |      |  |
| 丸山四丁目   | まるやま           | 1976年12月1日    | 1976年12月1日      | 丸山町の一部                              |      |  |
| 丸山五丁目   | まるやま           | 1976年12月1日    | 1976年12月1日      | 丸山町の一部                              |      |  |
| 藤原一丁目   | ふじわら           | 1991年2月1日     | 1991年2月1日       | 藤原町1の一部(西部)                       |      |  |
| 藤原二丁目   | ふじわら           | 1991年2月1日     | 1991年2月1日       | 藤原町1の一部(東部)                       |      |  |
| 藤原三丁目   | ふじわら           | 1991年2月1日     | 1991年2月1日       | 藤原町2の一部(南部)                       |      |  |
| 藤原四丁目   | ふじわら           | 1991年2月1日     | 1991年2月1日       | 藤原町2の一部(北部)                       |      |  |
| 藤原五丁目   | ふじわら           | 1991年2月1日     | 1991年2月1日       | 藤原町3の一部(南西部)                     |      |  |
| 藤原六丁目   | ふじわら           | 1991年2月1日     | 1991年2月1日       | 藤原町3の一部(北西部)                     |      |  |
| 藤原七丁目   | ふじわら           | 1991年2月1日     | 1991年2月1日       | 藤原町3の一部(南東部)及び馬込町の一部     |      |  |
| 藤原八丁目   | ふじわら           | 1991年2月1日     | 1991年2月1日       | 藤原町3の一部(北東部)                     |      |  |
| 上山町一丁目 | かみやまちょう     | 1940年1月1日     | 未実施             |                                           |      |  |
| 上山町二丁目 | かみやまちょう     | 1940年1月1日     | 未実施             |                                           |      |  |
| 上山町三丁目 | かみやまちょう     | 1940年1月1日     | 未実施             |                                           |      |  |
| 馬込町       | まごめちょう       | 1940年1月1日     | 未実施             |                                           |      |  |
| 馬込西一丁目 | まごめにし         | 2011年1月31日    | 2011年1月31日      | 馬込町の一部                              |      |  |
| 馬込西二丁目 | まごめにし         | 2011年1月31日    | 2011年1月31日      | 馬込町、上山町3の各一部                   |      |  |
| 馬込西三丁目 | まごめにし         | 2011年1月31日    | 2011年1月31日      | 馬込町の一部                              |      |  |

| 町名         | 町名の読み       | 町区域新設年月日 | 住居表示実施年月日 | 住居表示実施前の町名等                   | 備考 |  |
| ------------ | ---------------- | ---------------- | ------------------ | ---------------------------------------- | ---- |  |
| 夏見一丁目   | なつみ           | 1971年2月1日     | 1971年2月1日       | 夏見町1の一部                            |      |  |
| 夏見二丁目   | なつみ           | 1971年2月1日     | 1971年2月1日       | 夏見町1の一部                            |      |  |
| 夏見三丁目   | なつみ           | 1971年2月1日     | 1971年2月1日       | 夏見町1、本町2の各一部                   |      |  |
| 夏見四丁目   | なつみ           | 1971年2月1日     | 1971年2月1日       | 夏見町1の一部                            |      |  |
| 夏見五丁目   | なつみ           | 1971年2月1日     | 1971年2月1日       | 夏見町1、夏見町2の各一部                 |      |  |
| 夏見六丁目   | なつみ           | 1971年2月1日     | 1971年2月1日       | 夏見町1、夏見町2の各一部                 |      |  |
| 夏見七丁目   | なつみ           | 1971年2月1日     | 1971年2月1日       | 夏見町2の一部                            |      |  |
| 夏見町二丁目 | なつみちょう     | 1940年1月1日     | 未実施             |                                          |      |  |
| 夏見台一丁目 | なつみだい       | 1971年2月1日     | 1971年2月1日       | 夏見町1、夏見町2の各一部                 | ※9   |  |
| 夏見台二丁目 | なつみだい       | 1987年2月1日     | 1987年2月1日       | 夏見町1、夏見町2の各一部                 |      |  |
| 夏見台三丁目 | なつみだい       | 1987年2月1日     | 1987年2月1日       | 夏見町1の一部                            | ※11  |  |
| 夏見台四丁目 | なつみだい       | 1987年2月1日     | 1987年2月1日       | 夏見町1、夏見町2の各一部                 |      |  |
| 夏見台五丁目 | なつみだい       | 1987年2月1日     | 1987年2月1日       | 夏見町1、旭町、馬込町の各一部            |      |  |
| 夏見台六丁目 | なつみだい       | 1987年2月1日     | 1987年2月1日       | 夏見町1、夏見町2、金杉町、馬込町の各一部 |      |  |
| 米ケ崎町     | こめがさきちょう | 1940年1月1日     | 未実施             |                                          |      |  |
| 高根町       | たかねちょう     | 1940年1月1日     | 未実施             |                                          |      |  |
| 金杉町       | かなすぎちょう   | 1940年1月1日     | 未実施             |                                          |      |  |
| 金杉一丁目   | かなすぎ         | 1982年2月1日     | 1982年2月1日       | 金杉町、高根町、夏見町2の各一部          |      |  |
| 金杉二丁目   | かなすぎ         | 1982年2月1日     | 1982年2月1日       | 金杉町の一部                             |      |  |
| 金杉三丁目   | かなすぎ         | 1982年2月1日     | 1982年2月1日       | 金杉町の一部                             |      |  |
| 金杉四丁目   | かなすぎ         | 1982年2月1日     | 1982年2月1日       | 金杉町の一部                             |      |  |
| 金杉五丁目   | かなすぎ         | 1982年2月1日     | 1982年2月1日       | 金杉町の一部                             |      |  |
| 金杉六丁目   | かなすぎ         | 1982年2月1日     | 1982年2月1日       | 金杉町の一部                             |      |  |
| 金杉七丁目   | かなすぎ         | 1982年2月1日     | 1982年2月1日       | 金杉町、高根町の各一部                   |      |  |
| 金杉八丁目   | かなすぎ         | 1982年2月1日     | 1982年2月1日       | 金杉町、高根町の各一部                   |      |  |
| 金杉九丁目   | かなすぎ         | 1982年2月1日     | 1982年2月1日       | 金杉町、高根町の各一部                   |      |  |
| 金杉台一丁目 | かなすぎだい     | 1970年11月1日    | 1970年11月1日      | 金杉町の一部                             |      |  |
| 金杉台二丁目 | かなすぎだい     | 1970年11月1日    | 1970年11月1日      | 金杉町の一部                             |      |  |
| 緑台一丁目   | みどりだい       | 1973年2月1日     | 1973年2月1日       | 高根町の一部                             |      |  |
| 緑台二丁目   | みどりだい       | 1973年2月1日     | 1973年2月1日       | 高根町の一部                             |      |  |

| 町名           | 町名の読み     | 町区域新設年月日 | 住居表示実施年月日 | 住居表示実施前の町名等                        | 備考  |  |
| -------------- | -------------- | ---------------- | ------------------ | --------------------------------------------- | ----- |  |
| 前原東一丁目   | まえばらひがし | 1969年3月1日     | 1969年3月1日       | 前原町2、前原町3の各一部                      |       |  |
| 前原東二丁目   | まえばらひがし | 1969年3月1日     | 1969年3月1日       | 前原町3の一部                                 |       |  |
| 前原東三丁目   | まえばらひがし | 1969年3月1日     | 1969年3月1日       | 前原町2、前原町3の各一部                      |       |  |
| 前原東四丁目   | まえばらひがし | 1969年3月1日     | 1969年3月1日       | 前原町2、前原町3の各一部                      |       |  |
| 前原東五丁目   | まえばらひがし | 1969年3月1日     | 1969年3月1日       | 前原町3、田喜野井町、滝台町の各一部           | ※1 ※4 |  |
| 前原東六丁目   | まえばらひがし | 1969年3月1日     | 1969年3月1日       | 前原町3、田喜野井町の各一部                   | ※4    |  |
| 前原西一丁目   | まえばらにし   | 1969年3月1日     | 1969年3月1日       | 前原町1、中野木町の各一部                     | ※3    |  |
| 前原西二丁目   | まえばらにし   | 1969年3月1日     | 1969年3月1日       | 前原町1、前原町3の各一部                      | ※6    |  |
| 前原西三丁目   | まえばらにし   | 1969年3月1日     | 1969年3月1日       | 前原町1、前原町3の各一部                      | ※6    |  |
| 前原西四丁目   | まえばらにし   | 1969年3月1日     | 1969年3月1日       | 前原町1、中野木町の各一部                     | ※9    |  |
| 前原西五丁目   | まえばらにし   | 1969年3月1日     | 1969年3月1日       | 前原町1、中野木町の各一部                     |       |  |
| 前原西六丁目   | まえばらにし   | 1969年3月1日     | 1969年3月1日       | 前原町1、前原町3、中野木町、飯山満町2の各一部 |       |  |
| 前原西七丁目   | まえばらにし   | 1969年3月1日     | 1969年3月1日       | 前原町1、前原町3の各一部                      |       |  |
| 前原西八丁目   | まえばらにし   | 1969年3月1日     | 1969年3月1日       | 前原町3、飯山満町2の各一部                    | ※1    |  |
| 中野木一丁目   | なかのき       | 1989年2月1日     | 1989年2月1日       | 中野木町、宮本町6の各一部                     |       |  |
| 中野木二丁目   | なかのき       | 1989年2月1日     | 1989年2月1日       | 中野木町の一部                                |       |  |
| 三山一丁目     | みやま         | 1978年2月1日     | 1978年2月1日       | 三山町の一部                                  |       |  |
| 三山二丁目     | みやま         | 1978年2月1日     | 1978年2月1日       | 三山町の一部                                  |       |  |
| 三山三丁目     | みやま         | 1978年2月1日     | 1978年2月1日       | 三山町の一部                                  |       |  |
| 三山四丁目     | みやま         | 1978年2月1日     | 1978年2月1日       | 三山町、田喜野井町の各一部                    |       |  |
| 三山五丁目     | みやま         | 1978年2月1日     | 1978年2月1日       | 三山町の一部                                  | ※5    |  |
| 三山六丁目     | みやま         | 1978年2月1日     | 1978年2月1日       | 三山町の一部                                  |       |  |
| 三山七丁目     | みやま         | 1978年2月1日     | 1978年2月1日       | 三山町の一部                                  |       |  |
| 三山八丁目     | みやま         | 1978年2月1日     | 1978年2月1日       | 三山町の一部                                  |       |  |
| 三山九丁目     | みやま         | 1978年2月1日     | 1978年2月1日       | 三山町の一部                                  |       |  |
| 田喜野井一丁目 | たきのい       | 1978年2月1日     | 1978年2月1日       | 田喜野井町の一部                              |       |  |
| 田喜野井二丁目 | たきのい       | 1978年2月1日     | 1978年2月1日       | 田喜野井町、三山町の各一部                    |       |  |
| 田喜野井三丁目 | たきのい       | 1978年2月1日     | 1978年2月1日       | 田喜野井町の一部                              |       |  |
| 田喜野井四丁目 | たきのい       | 1978年2月1日     | 1978年2月1日       | 田喜野井町の一部                              |       |  |
| 田喜野井五丁目 | たきのい       | 1978年2月1日     | 1978年2月1日       | 田喜野井町の一部                              |       |  |
| 田喜野井六丁目 | たきのい       | 1978年2月1日     | 1978年2月1日       | 田喜野井町の一部                              |       |  |
| 田喜野井七丁目 | たきのい       | 1978年2月1日     | 1978年2月1日       | 田喜野井町、薬園台町2の各一部                 |       |  |
| 習志野一丁目   | ならしの       | 1979年2月1日     | 1979年2月1日       | 習志野町4の一部                               |       |  |
| 習志野二丁目   | ならしの       | 1979年2月1日     | 1979年2月1日       | 習志野町4の一部                               |       |  |
| 習志野三丁目   | ならしの       | 1979年2月1日     | 1979年2月1日       | 習志野町4の一部                               |       |  |
| 習志野四丁目   | ならしの       | 1979年2月1日     | 1979年2月1日       | 習志野町4、習志野町5の各一部                  |       |  |
| 習志野五丁目   | ならしの       | 1979年2月1日     | 1979年2月1日       | 習志野町5の一部                               |       |  |

| 町名           | 町名の読み         | 町区域新設年月日 | 住居表示実施年月日 | 住居表示実施前の町名等                  | 備考 |  |
| -------------- | ------------------ | ---------------- | ------------------ | --------------------------------------- | ---- |  |
| 二宮一丁目     | にのみや           | 1974年2月1日     | 1974年2月1日       | 飯山満町2の一部                         |      |  |
| 二宮二丁目     | にのみや           | 1974年2月1日     | 1974年2月1日       | 飯山満町2、滝台町の各一部               |      |  |
| 飯山満町一丁目 | はさまちょう       | 1955年1月1日     | 未実施             |                                         |      |  |
| 飯山満町二丁目 | はさまちょう       | 1955年1月1日     | 未実施             |                                         |      |  |
| 飯山満町三丁目 | はさまちょう       | 1955年1月1日     | 未実施             |                                         |      |  |
| 滝台町         | たきだいちょう     | 1955年1月1日     | 未実施             |                                         |      |  |
| 滝台一丁目     | たきだい           | 1988年2月1日     | 1988年2月1日       | 滝台町、前原町3の各一部                 |      |  |
| 滝台二丁目     | たきだい           | 1988年2月1日     | 1988年2月1日       | 滝台町、二宮2の各一部                   |      |  |
| 薬円台一丁目   | やくえんだい       | 1973年3月1日     | 1973年3月1日       | 薬園台町1の一部                         |      |  |
| 薬円台二丁目   | やくえんだい       | 1973年3月1日     | 1973年3月1日       | 薬園台町2の一部                         |      |  |
| 薬円台三丁目   | やくえんだい       | 1973年3月1日     | 1973年3月1日       | 薬園台町2の一部                         |      |  |
| 薬円台四丁目   | やくえんだい       | 1973年3月1日     | 1973年3月1日       | 薬園台町2の一部                         |      |  |
| 薬円台五丁目   | やくえんだい       | 1973年3月1日     | 1973年3月1日       | 薬園台町1、薬園台町2、習志野台4の各一部 |      |  |
| 薬円台六丁目   | やくえんだい       | 1988年2月1日     | 1988年2月1日       | 薬園台町1の一部                         |      |  |
| 薬園台町一丁目 | やくえんだいちょう | 1955年1月1日     | 未実施             |                                         |      |  |
| 七林町         | ななばやしちょう   | 1955年1月1日     | 未実施             |                                         |      |  |
| 習志野台一丁目 | ならしのだい       | 1972年5月1日     | 1972年5月1日       | 習志野台1の一部                         |      |  |
| 習志野台二丁目 | ならしのだい       | 1967年11月1日    | 1972年5月1日       | 習志野台2の全部                         |      |  |
| 習志野台三丁目 | ならしのだい       | 1972年5月1日     | 1972年5月1日       | 習志野台3、習志野台4の各一部            |      |  |
| 習志野台四丁目 | ならしのだい       | 1972年5月1日     | 1972年5月1日       | 習志野台3、習志野台4の各一部            |      |  |
| 習志野台五丁目 | ならしのだい       | 1967年11月1日    | 1972年5月1日       | 習志野台5の全部                         |      |  |
| 習志野台六丁目 | ならしのだい       | 1972年5月1日     | 1972年5月1日       | 習志野台6の一部                         |      |  |
| 習志野台七丁目 | ならしのだい       | 1972年5月1日     | 1972年5月1日       | 習志野台7の一部                         |      |  |
| 習志野台八丁目 | ならしのだい       | 1972年5月1日     | 1972年5月1日       | 習志野台7の一部及び習志野台8の全部      |      |  |
| 西習志野一丁目 | にしならしの       | 1972年5月1日     | 1972年5月1日       | 習志野台1、飯山満町3の各一部            | ※2   |  |
| 西習志野二丁目 | にしならしの       | 1972年5月1日     | 1972年5月1日       | 習志野台1の一部                         |      |  |
| 西習志野三丁目 | にしならしの       | 1972年5月1日     | 1972年5月1日       | 習志野台1、習志野台4、飯山満町3の各一部 |      |  |
| 西習志野四丁目 | にしならしの       | 1972年5月1日     | 1972年5月1日       | 習志野台4の一部                         |      |  |

| 町名         | 町名の読み | 町区域新設年月日 | 住居表示実施年月日 | 住居表示実施前の町名等                  | 備考 |  |
| ------------ | ---------- | ---------------- | ------------------ | --------------------------------------- | ---- |  |
| 高根台一丁目 | たかねだい | 1973年3月1日     | 1973年3月1日       | 高根台町1、古和釜町、高根町の各一部     |      |  |
| 高根台二丁目 | たかねだい | 1973年3月1日     | 1973年3月1日       | 高根台町2、古和釜町、三咲町の各一部     |      |  |
| 高根台三丁目 | たかねだい | 1973年3月1日     | 1973年3月1日       | 高根台町3、古和釜町、大穴町の各一部     |      |  |
| 高根台四丁目 | たかねだい | 1973年3月1日     | 1973年3月1日       | 高根台町4、古和釜町、習志野台1の各一部  |      |  |
| 高根台五丁目 | たかねだい | 1973年3月1日     | 1973年3月1日       | 高根台町5の全部                         |      |  |
| 高根台六丁目 | たかねだい | 1973年3月1日     | 1973年3月1日       | 高根台町4、習志野台1の一部              |      |  |
| 高根台七丁目 | たかねだい | 1973年3月1日     | 1973年3月1日       | 習志野台1、高根町の各一部               |      |  |
| 芝山一丁目   | しばやま   | 1975年12月1日    | 1975年12月1日      | 飯山満町1、飯山満町2の各一部            | ※6   |  |
| 芝山二丁目   | しばやま   | 1975年12月1日    | 1975年12月1日      | 高根町の一部                            |      |  |
| 芝山三丁目   | しばやま   | 1975年12月1日    | 1975年12月1日      | 飯山満町1、飯山満町2、飯山満町3の各一部 |      |  |
| 芝山四丁目   | しばやま   | 1975年12月1日    | 1975年12月1日      | 飯山満町2、飯山満町3の各一部            |      |  |
| 芝山五丁目   | しばやま   | 1975年12月1日    | 1975年12月1日      | 飯山満町3の一部                         |      |  |
| 芝山六丁目   | しばやま   | 1975年12月1日    | 1975年12月1日      | 飯山満町3、習志野台1の各一部            |      |  |
| 芝山七丁目   | しばやま   | 1975年12月1日    | 1975年12月1日      | 飯山満町3の一部                         |      |  |
| 新高根一丁目 | しんたかね | 1979年2月1日     | 1979年2月1日       | 高根町の一部                            |      |  |
| 新高根二丁目 | しんたかね | 1979年2月1日     | 1979年2月1日       | 高根町の一部                            |      |  |
| 新高根三丁目 | しんたかね | 1979年2月1日     | 1979年2月1日       | 高根町の一部                            |      |  |
| 新高根四丁目 | しんたかね | 1979年2月1日     | 1979年2月1日       | 高根町の一部                            |      |  |
| 新高根五丁目 | しんたかね | 1979年2月1日     | 1979年2月1日       | 高根町の一部                            |      |  |
| 新高根六丁目 | しんたかね | 1979年2月1日     | 1979年2月1日       | 高根町の一部                            |      |  |

| 町名           | 町名の読み     | 町区域新設年月日 | 住居表示実施年月日 | 住居表示実施前の町名等                         | 備考 |  |
| -------------- | -------------- | ---------------- | ------------------ | ---------------------------------------------- | ---- |  |
| 二和東一丁目   | ふたわひがし   | 1981年2月1日     | 1981年2月1日       | 二和町の一部                                   |      |  |
| 二和東二丁目   | ふたわひがし   | 1981年2月1日     | 1981年2月1日       | 二和町の一部                                   |      |  |
| 二和東三丁目   | ふたわひがし   | 1981年2月1日     | 1981年2月1日       | 二和町の一部                                   |      |  |
| 二和東四丁目   | ふたわひがし   | 1981年2月1日     | 1981年2月1日       | 二和町の一部                                   |      |  |
| 二和東五丁目   | ふたわひがし   | 1981年2月1日     | 1981年2月1日       | 二和町の一部                                   |      |  |
| 二和東六丁目   | ふたわひがし   | 1981年2月1日     | 1981年2月1日       | 二和町の一部                                   |      |  |
| 二和西一丁目   | ふたわにし     | 1981年2月1日     | 1981年2月1日       | 二和町の一部                                   |      |  |
| 二和西二丁目   | ふたわにし     | 1981年2月1日     | 1981年2月1日       | 二和町の一部                                   |      |  |
| 二和西三丁目   | ふたわにし     | 1981年2月1日     | 1981年2月1日       | 二和町の一部                                   |      |  |
| 二和西四丁目   | ふたわにし     | 1981年2月1日     | 1981年2月1日       | 二和町の一部                                   |      |  |
| 二和西五丁目   | ふたわにし     | 1981年2月1日     | 1981年2月1日       | 二和町の一部                                   |      |  |
| 二和西六丁目   | ふたわにし     | 1981年2月1日     | 1981年2月1日       | 二和町の一部                                   |      |  |
| 三咲町         | みさきちょう   | 1940年1月1日     | 未実施             |                                                |      |  |
| 三咲一丁目     | みさき         | 1981年2月1日     | 1981年2月1日       | 三咲町の一部                                   |      |  |
| 三咲二丁目     | みさき         | 1981年2月1日     | 1981年2月1日       | 三咲町の一部                                   |      |  |
| 三咲三丁目     | みさき         | 1981年2月1日     | 1981年2月1日       | 三咲町の一部                                   |      |  |
| 三咲四丁目     | みさき         | 1981年2月1日     | 1981年2月1日       | 三咲町の一部                                   |      |  |
| 三咲五丁目     | みさき         | 1981年2月1日     | 1981年2月1日       | 三咲町の一部                                   |      |  |
| 三咲六丁目     | みさき         | 1985年2月1日     | 1985年2月1日       | 三咲町、大穴町の各一部                         |      |  |
| 三咲七丁目     | みさき         | 1985年2月1日     | 1985年2月1日       | 三咲町、大穴町の各一部                         |      |  |
| 三咲八丁目     | みさき         | 1985年2月1日     | 1985年2月1日       | 三咲町、大穴町の各一部                         |      |  |
| 三咲九丁目     | みさき         | 1985年2月1日     | 1985年2月1日       | 三咲町、大穴町の各一部                         |      |  |
| 南三咲一丁目   | みなみみさき   | 1982年2月1日     | 1982年2月1日       | 三咲町の一部                                   |      |  |
| 南三咲二丁目   | みなみみさき   | 1982年2月1日     | 1982年2月1日       | 三咲町、金杉町の各一部                         |      |  |
| 南三咲三丁目   | みなみみさき   | 1982年2月1日     | 1982年2月1日       | 三咲町、大穴町の各一部                         |      |  |
| 南三咲四丁目   | みなみみさき   | 1982年2月1日     | 1982年2月1日       | 三咲町、高根町の各一部                         |      |  |
| 八木が谷町     | やきがやちょう | 1955年1月1日     | 未実施             |                                                |      |  |
| 八木が谷一丁目 | やきがや       | 1981年2月1日     | 1981年2月1日       | 八木が谷町の一部                               |      |  |
| 八木が谷二丁目 | やきがや       | 1981年2月1日     | 1981年2月1日       | 八木が谷町の一部                               |      |  |
| 八木が谷三丁目 | やきがや       | 1981年2月1日     | 1981年2月1日       | 八木が谷町の一部                               |      |  |
| 八木が谷四丁目 | やきがや       | 1981年2月1日     | 1981年2月1日       | 八木が谷町の一部                               |      |  |
| 八木が谷五丁目 | やきがや       | 1981年2月1日     | 1981年2月1日       | 八木が谷町の一部                               |      |  |
| 咲が丘一丁目   | さきがおか     | 1981年2月1日     | 1981年2月1日       | 三咲町の一部                                   |      |  |
| 咲が丘二丁目   | さきがおか     | 1981年2月1日     | 1981年2月1日       | 三咲町、八木が谷町の各一部                     |      |  |
| 咲が丘三丁目   | さきがおか     | 1981年2月1日     | 1981年2月1日       | 三咲町、八木が谷町の各一部                     |      |  |
| 咲が丘四丁目   | さきがおか     | 1981年2月1日     | 1981年2月1日       | 三咲町、八木が谷町の各一部                     |      |  |
| 松が丘一丁目   | まつがおか     | 1973年3月1日     | 1973年3月1日       | 古和釜町、大穴町、高根台町3の各一部            |      |  |
| 松が丘二丁目   | まつがおか     | 1973年3月1日     | 1973年3月1日       | 古和釜町の一部                                 |      |  |
| 松が丘三丁目   | まつがおか     | 1973年3月1日     | 1973年3月1日       | 古和釜町の一部                                 |      |  |
| 松が丘四丁目   | まつがおか     | 1973年3月1日     | 1973年3月1日       | 古和釜町、習志野台6、習志野台7、坪井町の各一部 |      |  |
| 松が丘五丁目   | まつがおか     | 1973年3月1日     | 1973年3月1日       | 古和釜町、坪井町の各一部                       |      |  |
| みやぎ台一丁目 | みやぎだい     | 1981年2月1日     | 1981年2月1日       | 八木が谷町、三咲町の各一部                     |      |  |
| みやぎ台二丁目 | みやぎだい     | 1981年2月1日     | 1981年2月1日       | 八木が谷町、三咲町の各一部                     |      |  |
| みやぎ台三丁目 | みやぎだい     | 1981年2月1日     | 1981年2月1日       | 八木が谷町、三咲町の各一部                     |      |  |
| みやぎ台四丁目 | みやぎだい     | 1981年2月1日     | 1981年2月1日       | 八木が谷町の一部                               | ※9   |  |
| 高野台一丁目   | こうやだい     | 1981年2月1日     | 1981年2月1日       | 八木が谷町の一部                               |      |  |
| 高野台二丁目   | こうやだい     | 1981年2月1日     | 1981年2月1日       | 八木が谷町の一部                               |      |  |
| 高野台三丁目   | こうやだい     | 1981年2月1日     | 1981年2月1日       | 八木が谷町の一部                               |      |  |
| 高野台四丁目   | こうやだい     | 1981年2月1日     | 1981年2月1日       | 八木が谷町の一部                               |      |  |
| 高野台五丁目   | こうやだい     | 1981年2月1日     | 1981年2月1日       | 八木が谷町の一部                               |      |  |
| 大穴町         | おおあなちょう | 1955年1月1日     | 未実施             |                                                |      |  |
| 大穴南一丁目   | おおあなみなみ | 1985年2月1日     | 1985年2月1日       | 大穴町の一部                                   |      |  |
| 大穴南二丁目   | おおあなみなみ | 1985年2月1日     | 1985年2月1日       | 大穴町の一部                                   |      |  |
| 大穴南三丁目   | おおあなみなみ | 1985年2月1日     | 1985年2月1日       | 大穴町の一部                                   |      |  |
| 大穴南四丁目   | おおあなみなみ | 1985年2月1日     | 1985年2月1日       | 大穴町の一部                                   |      |  |
| 大穴南五丁目   | おおあなみなみ | 1985年2月1日     | 1985年2月1日       | 大穴町の一部                                   |      |  |
| 大穴北一丁目   | おおあなきた   | 1985年2月1日     | 1985年2月1日       | 大穴町、三咲町の各一部                         |      |  |
| 大穴北二丁目   | おおあなきた   | 1985年2月1日     | 1985年2月1日       | 大穴町の一部                                   |      |  |
| 大穴北三丁目   | おおあなきた   | 1985年2月1日     | 1985年2月1日       | 大穴町の一部                                   |      |  |
| 大穴北四丁目   | おおあなきた   | 1985年2月1日     | 1985年2月1日       | 大穴町、三咲町の各一部                         |      |  |
| 大穴北五丁目   | おおあなきた   | 1985年2月1日     | 1985年2月1日       | 大穴町、楠が山町の各一部                       |      |  |
| 大穴北六丁目   | おおあなきた   | 1985年2月1日     | 1985年2月1日       | 大穴町の一部                                   |      |  |
| 大穴北七丁目   | おおあなきた   | 1985年2月1日     | 1985年2月1日       | 大穴町の一部                                   |      |  |
| 大穴北八丁目   | おおあなきた   | 1985年2月1日     | 1985年2月1日       | 大穴町の一部                                   |      |  |

| 町名         | 町名の読み         | 町区域新設年月日 | 住居表示実施年月日 | 住居表示実施前の町名等 | 備考 |  |
| ------------ | ------------------ | ---------------- | ------------------ | ---------------------- | ---- |  |
| 小室町       | こむろちょう       | 1955年1月1日     | 未実施             |                        |      |  |
| 小野田町     | このだちょう       | 1955年1月1日     | 未実施             |                        |      |  |
| 大神保町     | おおじんぼうちょう | 1955年1月1日     | 未実施             |                        |      |  |
| 神保町       | じんぼうちょう     | 1955年1月1日     | 未実施             |                        |      |  |
| 車方町       | くるまがたちょう   | 1955年1月1日     | 未実施             |                        |      |  |
| 鈴身町       | すずみちょう       | 1955年1月1日     | 未実施             |                        |      |  |
| 豊富町       | とよとみちょう     | 1955年1月1日     | 未実施             |                        |      |  |
| 金堀町       | かねほりちょう     | 1955年1月1日     | 未実施             |                        |      |  |
| 楠が山町     | くすがやまちょう   | 1955年1月1日     | 未実施             |                        |      |  |
| 古和釜町     | こわがまちょう     | 1955年1月1日     | 未実施             |                        |      |  |
| 坪井西一丁目 | つぼいにし         | 2010年2月1日     | 2010年2月1日       | 坪井町の一部           |      |  |
| 坪井西二丁目 | つぼいにし         | 2010年2月1日     | 2010年2月1日       | 坪井町の一部           |      |  |
| 坪井東一丁目 | つぼいひがし       | 2010年2月1日     | 2010年2月1日       | 坪井町の一部           |      |  |
| 坪井東二丁目 | つぼいひがし       | 2010年2月1日     | 2010年2月1日       | 坪井町の一部           |      |  |
| 坪井東三丁目 | つぼいひがし       | 2010年2月1日     | 2010年2月1日       | 坪井町の一部           |      |  |
| 坪井東四丁目 | つぼいひがし       | 2010年2月1日     | 2010年2月1日       | 坪井町の一部           |      |  |
| 坪井東五丁目 | つぼいひがし       | 2010年2月1日     | 2010年2月1日       | 坪井町の一部           |      |  |
| 坪井東六丁目 | つぼいひがし       | 2010年2月1日     | 2010年2月1日       | 坪井町の一部           |      |  |
| 坪井町       | つぼいちょう       | 1955年1月1日     | 未実施             |                        |      |  |

※1･･･1974年2月1日 飯山満町二丁目の一部を前原西八丁目に編入。前原町三丁目の－部を前原東五丁目に編入。※2･･･1975年12月1日 飯山満町三丁目の一部を西習志野一丁目に編入。※3･･･1976年12月1日 中野木町、宮本町六丁目の各一部を前原西一丁目に編入。※4･･･1978年2月1日 田喜野井町の一部を前原東五丁目、六丁目に編入。※5･･･1979年2月1日 習志町四丁目の一部を三山五丁目に編入。※6･･･1982年2月1日 習志野市谷津七丁目の一部を前原西二丁目、三丁目に編入。※7･･･1982年10月1日 公有水面埋立地を湊町3に編入。※8･･･1984年2月1日 印内町、行田町、海神町北一丁目の各一部を西船二丁目に編入。※9･･･1987年2月1日 夏見町二丁目の一部を夏見台一丁目に編入。中野木町、宮本町六丁目の各一部を前原西四丁目に編入。八木ガ谷町の一部をみやぎ台四丁目に編入。※10･･･1989年2月1日 葛飾町一丁目の一部を印内二丁目に編入。※11･･･1991年2月1日 旭町の一部を夏見台三丁目に編入。
地域区分は、船橋市都市計画マスタープラン（参照:）による。
- 「*」を付した町は住居表示未実施地区である。

湊町地域
（大部分が埋立地）
- 湊町1 - 3
- 若松1 - *3
- 浜町1 - *3
- * 高瀬町
- 日の出1 - 2
- 栄町1 - 2
- 西浦1 - 3
- * 潮見町

本町地域　
（旧船橋町、旧葛飾町西海神、旧八栄村七熊）
- 宮本1 - 9
- 本町1 - 7（3丁目のみ湊町地域所属）
- 海神1 - 6
- * 海神町2 - 3
- * 海神町東1
- * 海神町西1
- * 海神町南1
- 南海神1 - 2
- 南本町
- 東船橋1 - 7
- 市場1 - 5
- 駿河台1 - 2
- * 東町

葛飾地域
（旧葛飾町の大部分）
- 西船1 - 7
- * 山野町
- 印内1 - 3
- * 印内町
- 古作1 - 4
- * 古作町
- * 葛飾町2
- * 本郷町
- * 二子町
- 東中山1 - 2
- 本中山1 - 7

法典地域
（旧法典村、旧塚田村）
- 藤原1 - 8
- * 上山町1 - 3
- 馬込西1 - 3
- * 馬込町
- 丸山1 - 5
- * 前貝塚町
- 旭町1 - 6
- * 旭町
- 行田1 - 3
- * 行田町
- 北本町1 - 2
- 山手1 - 3

夏見地域
（旧八栄村の一部）
- 夏見1 - 7
- 夏見台1 - 6
- * 夏見町2
- * 米ケ崎町
- 緑台1 - 2
- 金杉1 - 9
- 金杉台1 - 2
- * 金杉町
- * 高根町

前原地域
（旧二宮町の一部）
- 三山1 - 9
- 田喜野井1 - 7
- 前原西1 - 8
- 前原東1 - 6
- 中野木1 - 2
- 習志野1 - 5

習志野台地域
（旧二宮町の一部）
- 滝台1 - 2
- * 滝台町
- * 七林町
- 薬円台1 - 6
- * 薬園台町1
- * 飯山満町1 - 3
- 二宮1 - 2
- 習志野台1 - 8
- 西習志野1 - 4

新高根・芝山地域
（旧八栄村・二宮町の各一部）
- 新高根1 - 6
- 高根台1 - 7
- 芝山1 - 7

八木が谷地域
（旧八栄村・豊富村の各一部）
- 二和西1 - 6
- 二和東1 - 6
- 三咲1 - 9
- 南三咲1 - 4
- * 三咲町
- 咲が丘1 - 4
- みやぎ台1 - 4
- 大穴南1 - 5
- 大穴北1 - 8
- * 大穴町
- 八木が谷1 - 5
- * 八木が谷町
- 松が丘1 - 5
- 高野台1 - 5

豊富地域
（旧豊富村の一部）
- * 楠が山町
- 坪井東1 - 6
- 坪井西1 - 2
- * 坪井町
- * 古和釜町
- * 金堀町
- * 神保町
- * 豊富町
- * 大神保町
- * 小室町
- * 小野田町
- * 車方町
- * 鈴身町

### 参考
行田1 - 3丁目（住居表示実施済み地域）と行田町（住居表示未実施）のように、住居表示実施後も新旧町名が併存している例が多くみられる。上の例では、1984年の住居表示実施により、地区の大部分が行田1 - 3丁目となったが、地区北部の一部は住居表示未実施で、従前の町名である行田町（1940年成立）が存続している。旭町、印内、大穴、金杉、古作、滝台、八木が谷なども同様の例で、「丁目」を有する新町名と、末尾に「町」がつく旧町名が併存している。このうち丁目なしの「旭町」は船橋啓明高等学校敷地の一部に残存するのみである。
「前原」西・東の正式な読みは「まいはら」であったが、現在は「まえばら」という読みに変更された。